# La Doncella
La Doncella är en ort i Mexiko.   Den ligger i kommunen Doctor Mora och delstaten Guanajuato, i den centrala delen av landet, 230 km nordväst om huvudstaden Mexico City. La Doncella ligger 2 070 meter över havet och antalet invånare är 384.
Terrängen runt La Doncella är platt söderut, men norrut är den kuperad. Runt La Doncella är det ganska tätbefolkat, med 120 invånare per kvadratkilometer. Närmaste större samhälle är San José Iturbide, 15,2 km söder om La Doncella. Trakten runt La Doncella består till största delen av jordbruksmark.